# Rhodometra lucidaria
Rhodometra lucidaria är en fjärilsart som beskrevs av Swinhoe 1904. Rhodometra lucidaria ingår i släktet Rhodometra och familjen mätare. Inga underarter finns listade.